# Investiturkommission
Eine Investiturkommission (französisch commission d’investiture) ist ein Parteiorgan, das bei vielen Parteien in Frankreich für die Aufstellung von Kandidaten im Namen der Partei bei staatlichen Wahlen zuständig ist.

## Die Bedeutung im Überblick
Dem zentralistischen Aufbau des französischen Staates entsprechend haben viele französische Parteien eine in der Satzung verankerte nationale Investiturkommission (commission nationale d’investiture), die die Kandidaten der Partei für verschiedene staatliche Wahlen auswählt oder zumindest bestätigt. Zu diesen Wahlen gehören typischerweise nicht nur die Wahlen zur Nationalversammlung und zum Senat, sondern auch Wahlen auf regionaler oder lokaler Ebene, inklusive Wahlen in größeren Kommunen. Im formalen Sinn variiert die Verbindlichkeit der Auswahl der Kommission von vollständiger Verbindlichkeit für die Partei bis zu einem exklusiven Vorschlagsrecht für ein anderes Parteigremium wie einen Parteirat oder den Parteivorstand, von welchem dann ein derartiger Vorschlag genehmigt wird.

## Historische Entwicklung
Historisch erfolgte eine derartige Aufstellung der Kandidaten bereits 1958 durch die im selben Jahr gegründete gaullistische Partei Union pour la Nouvelle République (UNR). In dieser Tradition hat auch die 2015 gegründete konservative Partei UMP (ab 2015 Les Républicains) stets eine solche Kommission gehabt. Heutzutage haben die Parteien, die als Mitte-rechts bis rechts wahrgenommen werden, in der Regel eine institutionalisierte nationale Investiturkommission, während Parteien, die als dezidiert links wahrgenommen werden, in der Regel keine haben.

## Aktuelle Situation

### Parteien mit Investiturkommission
Zu den Parteien mit nationaler Investiturkommission zählen Renaissance, Les Républicains, Rassemblement National, Union des démocrates et indépendants (UDI) und Horizons.
Die Verbindlichkeit der Auswahl durch die Kommission ist unterschiedlich: Bei Les Républicains müssen die Aufstellungen von der Kommission bestimmter Kandidaten noch durch den Conseil National (deutsch: Nationalrat, entspricht einem Parteirat oder Kleinen Parteitag) bestätigt werden, bei Horizons hat das Bureau (deutsch: Präsidium, entspricht einem Parteivorstand) das letzte Wort, bei den anderen genannten Parteien ist die Auswahl durch die Kommission für die Partei verbindlich.
Die Zuständigkeit für die Auswahl von Kandidaten variiert, wobei bei keiner der genannten Parteien die Kommission nur für Wahlen auf nationaler Ebene zuständig ist: Beim Rassemblement National betrifft sie alle Wahlen, bei Les Républicains und UDI alle Wahlen mit Ausnahme von Départementswahlen und Kommunalwahlen in kleineren Gemeinden und bei Renaissance alle Wahlen mit Ausnahme von Départementswahlen und Kommunalwahlen. Darüber hinaus müssen bei UDI und teilweise auch Renaissance lokal bestimmte Kandidaten von der nationalen Investiturkommission bestätigt werden.
Beim Rassemblement National wird die Kommission vom Präsidenten eingesetzt. Bei Renaissance, UDI und Horizons wird sie vom Parteivorstand eingesetzt, bei Les Républicains vom Parteirat. Bei Renaissance wird für jede Wahl eine eigene Kommission eingesetzt, bei den anderen Parteien eine einzige Kommission.

### Parteien ohne Investiturkommission
Bei der Parti Socialiste (PS), bei Europe Écologie–Les Verts (EÉLV) und bei der Parti communiste français (PCF) erfolgt die Aufstellung der Kandidaten im Wesentlichen durch Versammlung oder in direkter Abstimmung auf einer Ebene, die der jeweiligen staatlichen Wahl angepasst ist. Beim Mouvement démocrate (MoDem) erfolgt die Aufstellung durch den Parteirat.
La France insoumise kann als Sonderfall betrachtet werden. Nach eigenem Anspruch handelt es sich um eine Bewegung, die Partei – wie alle Parteien in Frankreich ein eingetragener Verein – hat jedoch nur drei Mitglieder, unter anderem Jean-Luc Mélenchon.

## Internationaler Vergleich
Wenn auch in Frankreich für die Nationalversammlung nach Mehrheitswahl in Wahlkreisen (mit bis zu zwei Wahlgängen) gewählt wird, so werden unabhängig von der Existenz einer Investiturkommission die Kandidaten für die Nationalversammlung stets auf nationaler Ebene ausgewählt. Eine Auswahl auf Wahlkreisebene wie in Großbritannien oder den USA oder auch in Deutschland bei Direktkandidaten ist in Frankreich nicht üblich. Hierbei ist auch die große Zersplitterung des französischen Parteiensystems zu beachten, welche oftmals Absprachen und Bündnisse zwischen Parteien nahelegt.
Im Vergleich mit Deutschland ist die unterschiedliche Rolle der Parteien im politischen System und auch der unterschiedliche Staatsaufbau zu beachten. 
In Deutschland haben die Parteien nach Art. 21 Grundgesetz Verfassungsrang. Laut § 1 Abs. 1 Parteiengesetz sorgen Parteien „für eine ständige lebendige Verbindung zwischen dem Volk und den Staatsorganen“. Sie müssen intern das grundgesetzliche Demokratieprinzip beachten, sind dafür aber auch in die staatliche Ordnung eingebunden, insbesondere über die Aufstellung der Listen für Wahlen.
In Frankreich hingegen erfolgen Kandidaturen individuell, die Parteien haben dabei keine gesetzliche Rolle. Sie treten nur als Unterstützer auf, formal handelt es sich um eingetragene Vereine ohne besondere Rechte oder Pflichten.
Daneben ist auch der zentralistische Aufbau des französischen Staates zu beachten, der dem föderalen Aufbau der Bundesrepublik gegenüber steht. So werden gesetzlich in Deutschland die Listen für den Bundestag von Versammlungen der Landesverbände der Parteien bestimmt und die Direktkandidaten von lokalen Versammlungen.